# 김영군
김영군(1956년 11월 29일 ~, Y.K. Kim)은 대한민국에서 태어난 태권도 무술가로 플로리다주에 살고 있다. 1977년 뉴욕으로 이주했으며, 1년 후 플로리다주 올랜도에서 첫 태권도 학교를 열었다. 
마이애미 커넥션의 감독과 주연을 맡았으며 잡지〈마셜 아츠 월드 메거진〉을 출간하고 있기도 하다.
2012년, 드래프트 시네마스를 통해 김영군이 제작한 영화 '마이애미 커넥션'이 재개봉되어 좋은 평가를 받고 있다.